# Contault
Contault település Franciaországban, Marne megyében. Lakosainak száma 67 fő (2022. január 1.). Contault Noirlieu, Bussy-le-Repos, Possesse, Saint-Mard-sur-le-Mont és Somme-Yèvre községekkel határos.

## Népesség
A település népességének változása:
| Lakosok száma | 70   | 47   | 56   | 69   | 65   | 65   | 66   | 68   | 67   | 67   |
|               | 1968 | 1982 | 1990 | 2006 | 2013 | 2015 | 2017 | 2019 | 2020 | 2022 |